# Buddleja yunnanensis
Buddleja yunnanensis är en flenörtsväxtart som beskrevs av François Gagnepain. Buddleja yunnanensis ingår i släktet buddlejor, och familjen flenörtsväxter. Inga underarter finns listade i Catalogue of Life.